# Кустарниковая совка
Кустарниковая совка (лат. Megascops roboratus) — вид птиц рода Megascops семейства совиных.
Длина представителей номинативного подвида кустарниковой совки — от 20 до 22 см, масса — от 144 до 162 г. Выделяют как серую, так и рыжую морфы. У представителей первой сероватый лицевой диск с чёрной каймой, белые брови. Темя черновато-коричневое. Верхняя часть тела серо-коричневая. Низ беловатый со слабой вермикуляцией. Рыжая морфа бледно-рыжая с темно-коричневыми отметинами. M. r. pacificus меньше и легче номинативного подвида (длина — от 18 до 19 см, масса — от 70 до 90 г).
Насколько известно, кустарниковая совка ведет строго ночной образ жизни. Рацион состоит в основном, а возможно, и исключительно из насекомых.

## Подвиды и распространение
Международный союз орнитологов выделяет два подвида:
- M. r. pacificus (Hekstra, 1982) — юго-запад Эквадора и северо-запад Перу
- M. r. roboratus (Bangs & Noble, 1918) — юг Эквадора и северо-запад Перу